# Njakajaure
Njakajaure är en sjö i Kiruna kommun i Lappland och ingår i Torneälvens huvudavrinningsområde. Sjön har en area på 0,432 kvadratkilometer och ligger 568,9 meter över havet. Njakajaure ligger i Torneträsk-Soppero fjällurskog Natura 2000-område.
Sjöns namn är samiskt och kan på svenska översättas med Lakasjön efter fisken lake.

## Delavrinningsområde
Njakajaure ingår i det delavrinningsområde (758709-168627) som SMHI kallar för Mynnar i Stalojåkka. Medelhöjden är 582 meter över havet och ytan är 33,56 kvadratkilometer. Det finns inga avrinningsområden uppströms utan avrinningsområdet är högsta punkten. Latnjejåkka som avvattnar avrinningsområdet har biflödesordning 3, vilket innebär att vattnet flödar genom totalt 3 vattendrag innan det når havet efter 452 kilometer. Avrinningsområdet består mestadels av skog (77 procent) och kalfjäll (11 procent). Avrinningsområdet har 2,16 kvadratkilometer vattenytor vilket ger det en sjöprocent på 6,4 procent.